# Бат-Шева (ансамбль)
«Бат-Шева» (ивр. בת-שבע‎ — Вирсавия) — израильский танцевальный коллектив, созданный в Тель-Авиве в 1964 году благодаря усилиям баронессы Вирсавии де Ротшильд. Первым художественным руководителем компании стала американский хореограф Марта Грэм. С 1975 года коллектив независим от частных средств и субсидируется Министерством культуры Израиля. Один из ведущих театров страны, получивших мировое признание, проводит около 250 выступлений в год в Израиле и за рубежом. Художественным руководителем труппы с 1990 года является хореограф Охад Нахарин.

## История
Баронесса Вирсавия (Бат-Шева) де Ротшильд (1914—1999), после окончания войны переехавшая из Парижа в Нью-Йорк и учившаяся там в танцевальной школе Марты Грэм, после своего переезда в Израиль в 1962 году решила создать там постоянный профессиональный танцевальный ансамбль, который бы располагал собственными репертуаром, бюджетом и помещением. На роль художественного консультанта она пригласила Марту Грэм. В состав коллектива вошли артисты её нью-йоркской труппы Роберт Коан и Линда Ходес, а также израильские танцовщики Моше Эфрати, Эхуд Бен-Давид, Рахамим Рон, Рина Глюк, Рина Шенфельд и другие.
Ансамбль, получивший по имени своей основательницы название «Бат-Шева», дал своё первое выступление в декабре 1964 года. Его репертуар в тот период состоял из произведений современных западных балетмейстеров, в том числе Глена Тетли, Джерома Роббинса и самой Марты Грэм (постановки «С поручением в лабиринте», «Закрытый сад», «Пещера сердца», «Развлечения ангелов» и другие).

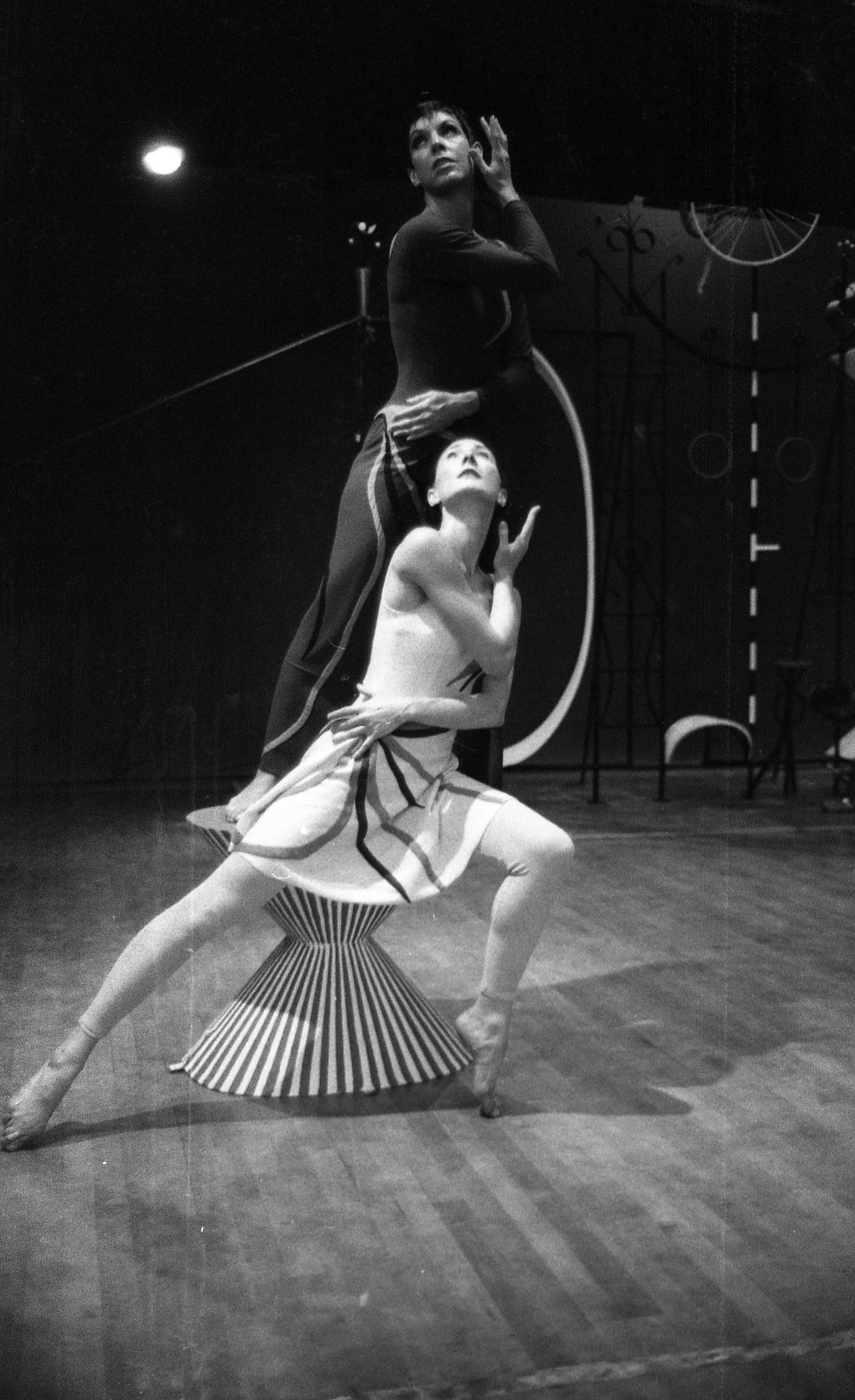
Эпизод постановки 1969 года

Спустя несколько лет существования ансамбля баронесса Ротшильд решила назначить на должность хореографа и солистки артистку балета Жанетт Ордман, приехавшую в Израиль в 1965 году и организовавшую там вместе с баронессой танцевальную школу. Так как Ордман не имела опыта работы в современном танце, коллектив «Бат-Шевы» отказался принять это назначение. В результате в 1968 году под покровительством баронессы и во главе с Ордман была создана другая танцевальная труппа, «Бат-Дор» (просуществовала до 2006 года). Оба коллектива работали параллельно, получая свою долю положительных отзывов от критиков; в частности, американскую критику особенно впечатлил репертуар Марты Грэм в исполнении артистов «Бат-Шевы».
К десятилетию коллектива Грэм приурочила премьеру своего спектакля «Сон» на музыку Мордехая Сетера на библейский сюжет о сне Иакова — редкий случай, когда премьеру её работы показала не её собственная труппа. В этом спектакле в последний раз выступили некоторые из артистов, входивших в первый состав труппы — в том числе Рон, Бен-Давид и Яир Варди.
В 1975 году баронесса де Ротшильд снова предложила коллективам «Бат-Шевы» и «Бат-Дор» объединиться, но артисты «Бат-Шевы» не пожелали поступиться сложившейся творческой самостоятельностью и объявили свой коллектив независимым. Расставание с основательницей стало полюбовным: баронесса передала ансамблю авторские права, костюмы и осветительную технику за символическую сумму, а дальнейшее субсидирование «Бат-Шевы» взяло на себя министерство культуры Израиля.
После Марты Грэм художественными руководителями «Бат-Шевы» были американские хореографы Пол Санасардо и Джейн Дадли (бывшая танцовщица труппы Грэм) и канадец Брайан Макдональд. В репертуаре стали преобладать абстрактные формы, чаще использовались сценические эффекты.
Последующие годы для ансамбля прошли под знаком поиска собственного лица, художественные руководители менялись каждые два года, а репертуар преимущественно состоял из развлекательных, лёгких жанровых постановок. Улучшение ситуации наступило, когда труппы в качестве художественных руководителей возглавили её ведущие танцовщики Давид Двир и Шели Шир. При них ансамбль начал ставить произведения молодых серьёзных хореографов — Марка Морриса, Дэниела Эзралоу.
В 1990 году художественным руководителем «Бат-Шевы» стал Охад Нахарин, начинавший некогда в ней как танцовщик, а позже получивший известность в Европе и США как хореограф. В репертуаре при Нахарине стали снова преобладать авангардные постановки, а такие работы труппы, как «Потоп», «Анафаза» и «Стена», поставленные на рок-музыку, завоевали ей популярность среди равнодушной к классическому балету молодёжи. Под руководством Нахарина «Бат-Шева» исполняла созданные специально для неё постановки Иржи Килиана, Вима Вандекейбуса, Анжелена Прельжокажа и Уильяма Форсайта, но со временем в репертуаре стали преобладать его собственные сочинения. В 2005 году Нахарин был удостоен Премии Израиля за творчество в области танца.
Во втором десятилетии XXI века «Бат-Шева» остаётся одним из наиболее известных израильских театральных коллективов, проводя порядка 250 выступлений в год в Израиле и за рубежом. В Израиле её основной сценической площадкой является Центр Сюзан Далаль в Тель-Авиве.